# Kuehne + Nagel
Kuehne + Nagel International AG (o Kühne + Nagel) è un'azienda globale di trasporti e logistica con sede a Schindellegi, in Svizzera, e fondata nel 1890 a Brema, in Germania. Il suo principale proprietario e gestore è Klaus-Michael Kühne attraverso la sua Kühne Holding e Kühne Foundation.
Fornisce spedizioni marittime e aeree, logistica contrattuale e attività via terra. A partire dal 2023, ha quasi 1.300 uffici in oltre 100 paesi e quasi 79.000 dipendenti.

## Storia

### I primi anni e l'evoluzione: 1890-1933
Le origini di Kuehne + Nagel risalgono al 1890, quando August Kühne e Friedrich Nagel fondarono un'agenzia di commissioni di spedizione a Brema, in Germania. Inizialmente è stato utilizzato per concentrarsi sul cotone e sul trasporto consolidato. Più tardi, nel 1902, espanse le sue operazioni ad Amburgo. 
Nel 1907 il co-fondatore Friedrich Nagel morì e August Kühne rilevò le sue azioni dell'azienda. L'eredità di Nagel continua a vivere, nel nome dell'azienda: Kuehne + Nagel (KN). La prima guerra mondiale influenzò notevolmente le sue attività. Alla morte di Kühne nel 1932, i suoi figli – Alfred e Werner – divennero soci dell'azienda. Adolf Maass (1875 - probabilmente all'inizio del 1945 nel campo di concentramento di Auschwitz), ebreo, socio e uno degli azionisti dell'azienda con una quota del 45%, fu costretto a dimettersi nell'aprile del 1933. Il 1º maggio 1933 Alfred e Werner Kühne si unirono al partito nazista, e sotto la direzione dei fratelli l'azienda svolse un ruolo di primo piano nel trasporto delle proprietà sequestrate agli ebrei nei territori occupati.

### Coinvolgimento con il nazismo
Kuehne + Nagel svolsero un ruolo chiave nella "M-Aktion" del regime nazista. In totale, nell'agosto del 1944, l'agenzia nazista responsabile aveva fatto rimuovere gli arredi di circa 65.000 appartamenti nei Paesi Bassi, in Belgio, in Francia e in Lussemburgo. Ciò richiese 500 chiatte e 674 treni. Kuehne + Nagel ebbero un ruolo importante nell'implementazione della logistica dei trasporti. L'azienda era attiva direttamente e con l'aiuto di subappaltatori in tutti i paesi occidentali occupati.
I trasporti provenienti dai Paesi Bassi sono i più studiati. Ad esempio, K + N noleggiò il proprio piroscafo per trasportare le proprietà ebraiche saccheggiate nel Reich tedesco. La prima nave da carico da Amsterdam arrivò a Brema nel dicembre 1942. L'elenco delle parti trasportate comprende 220 poltrone, 105 letti, 363 tavoli, 598 sedie, 126 armadi, 35 divani, 307 scatole di cristalleria, 110 specchi, 158 lampade, 32 orologi, un grammofono e due passeggini. Queste erano proprietà degli ebrei olandesi che erano stati deportati nei campi di concentramento nell'estate del 1941.

### Espansione e sede in Svizzera: 1950-1990
All'inizio degli anni '50, Alfred Kühne avviò l'espansione internazionale dell'azienda; KN ha ampliò le sue operazioni in Canada, con l'apertura di filiali a Toronto, Ontario e Montreal. Nel 1963, KN acquisì una partecipazione di controllo in Proodos S.A. con sede ad Atene e si espanse anche in Italia. Nel 1975, l'azienda adottò una struttura di holding, con la formazione di Kuehne + Nagel International AG con sede a Schindellegi, in Svizzera, come holding finale.
A metà degli anni '60, Klaus-Michael Kühne, membro della terza generazione della famiglia Kühne, si unì al padre Alfred Kühne come socio junior, dopo aver completato un apprendistato in banca. Nel 1966, all'età di 30 anni, entrò a far parte del management team come presidente esecutivo e guidò la futura espansione di KN, in particolare le sue operazioni in Europa e in Estremo Oriente.
Nel 1981 morì Alfred Kühne; nel luglio dello stesso anno, a causa delle perdite subite dalla famiglia Kühne nel tentativo di espandere la propria flotta di navigazione, una quota del 50% di KN fu venduta al conglomerato britannico Lonrho Plc per 90 milioni di marchi. A seguito dell'acquisto, Klaus-Michael Kühne e il capo di Lonrho, Roland "Tiny" Rowland, agirono come amministratori delegati congiunti dell'organizzazione combinata. KN si espanse ulteriormente con l'acquisizione di società di trasporto merci: Domenichelli SpA (Italia), Van Vliet BV (Paesi Bassi), Hollis Transport Group Ltd. (Regno Unito), Transportes Tres (Spagna) e altre acquisizioni in Danimarca, Norvegia e Svezia.

### Ulteriore espansione: 1990-2000
La riunificazione tedesca del 1990 fu un evento importante per molte aziende tedesche, tra cui KN; e fornì loro l'impulso necessario per espandersi ulteriormente. Dopo la riunificazione, KN integrò la sua rete nell'ex Repubblica Democratica Tedesca e consolidò le sue operazioni. Nel 1992 riacquistò la partecipazione del 50% della società detenuta da Lonrho plc; ed venne quotata in borsa nel maggio 1994. Fu quotata alle borse di Zurigo e Francoforte, il che fornì una piattaforma per ulteriori acquisizioni basate sule borse. Lo stesso anno, KN fondò una filiale in Russia e si allargò in Norvegia, Svezia e Danimarca. 
A metà degli anni '90, l'attenzione strategica, dovuta all'espansione dei lucrosi contratti e operazioni legati alla logistica, dette i suoi frutti: uno fu con DuPont in cui KN avrebbe gestito le attività di distribuzione del gigante chimico in Europa, Medio Oriente e Africa. Nel luglio 1999, Kühne ha ceduto la carica di CEO a Klaus Herms e ha continuato a ricoprire la carica di presidente esecutivo e presidente del consiglio di amministrazione.

### Dal 2000 ad oggi
All'inizio degli anni 2000, KN ha preso piede nel mercato della logistica contrattuale dell'Asia Pacifico, quando strinse un'alleanza strategica con SembCorp Logistics, con sede a Singapore. Nel 2001 acquisì USCO Logistics Inc., un fornitore di servizi logistici basati su magazzino con sede a Hamden, nel Connecticut, per 300 milioni di dollari. KN e SembCorp hanno scelto di seguire percorsi strategici diversi nel 2004 concludendo la loro partnership strategica. 
Nell'ottobre 2007, il consiglio di amministrazione di KN ha nominato Reinhard Lange come successore del CEO Klaus Herms, a partire da giugno 2009, per garantire un passaggio di consegne senza intoppi. Il piano di successione è stato simile al piano di transizione del CEO di SAP del 2007 da Henning Kagermann a Léo Apotheker, che ha ricevuto elogi dai media.
Nel 2012, Kuehne + Nagel ha acquisito i contratti commerciali della canadese Perishables International Transportation (PIT) per espandersi nella rete globale di alimenti freschi e surgelati. 
Nel settembre 2013, Kuehne + Nagel ha accettato di fondere la sua attività di trasporto ferroviario con VTG per formare VTG Rail Logistics, che è diventata la più grande azienda privata di trasporto ferroviario in Europa quando iniziò le operazioni nel 2014.
Nell'aprile 2014, Kuehne + Nagel International è stata multata di 3,1 milioni di dollari per il suo ruolo in un caso di cartello di spedizione merci portato avanti dalla Commissione per il commercio. Kuehne + Nagel è stato l'ultimo imputato nell'indagine di sette anni che ha coinvolto sei aziende, che si sono definite il "Club del giardinaggio" e hanno utilizzato il codice orticolo per discutere di pratiche anticoncorrenziali tra di loro.
Nel giugno 2020 la Coppa del Mondo di Rugby League 2021 ha annunciato che Kuehne + Nagel sarebbe stato il partner logistico ufficiale del torneo.
Nel febbraio 2021, Kuehne + Nagel ha acquisito (per un importo non divulgato) Apex International, una società di logistica con un fatturato di 2,3 miliardi di dollari principalmente in Asia. Cinque mesi più tardi, nel luglio 2021, Kuehne + Nagel ha venduto un quarto (24,9%) del capitale di Apex International a Partners Group, uno specialista di private equity con sede a Zugo.
A seguito dell'invasione dell'Ucraina da parte della Russia nel 2022, Kuehne + Nagel ha sospeso le consegne in Russia. Nell'agosto 2022, l'azienda è entrata nella lista Fortune Global 500 della rivista Forbes (396° a livello mondiale, 9º posto in Svizzera).
Nel novembre 2023 Kuehne + Nagel ha acquisito Farrow, un broker doganale dell'Ontario, in Canada. Farrow è diventata interamente di proprietà di Kuehne + Nagel all'inizio del 2024.

## Proteste per il passato

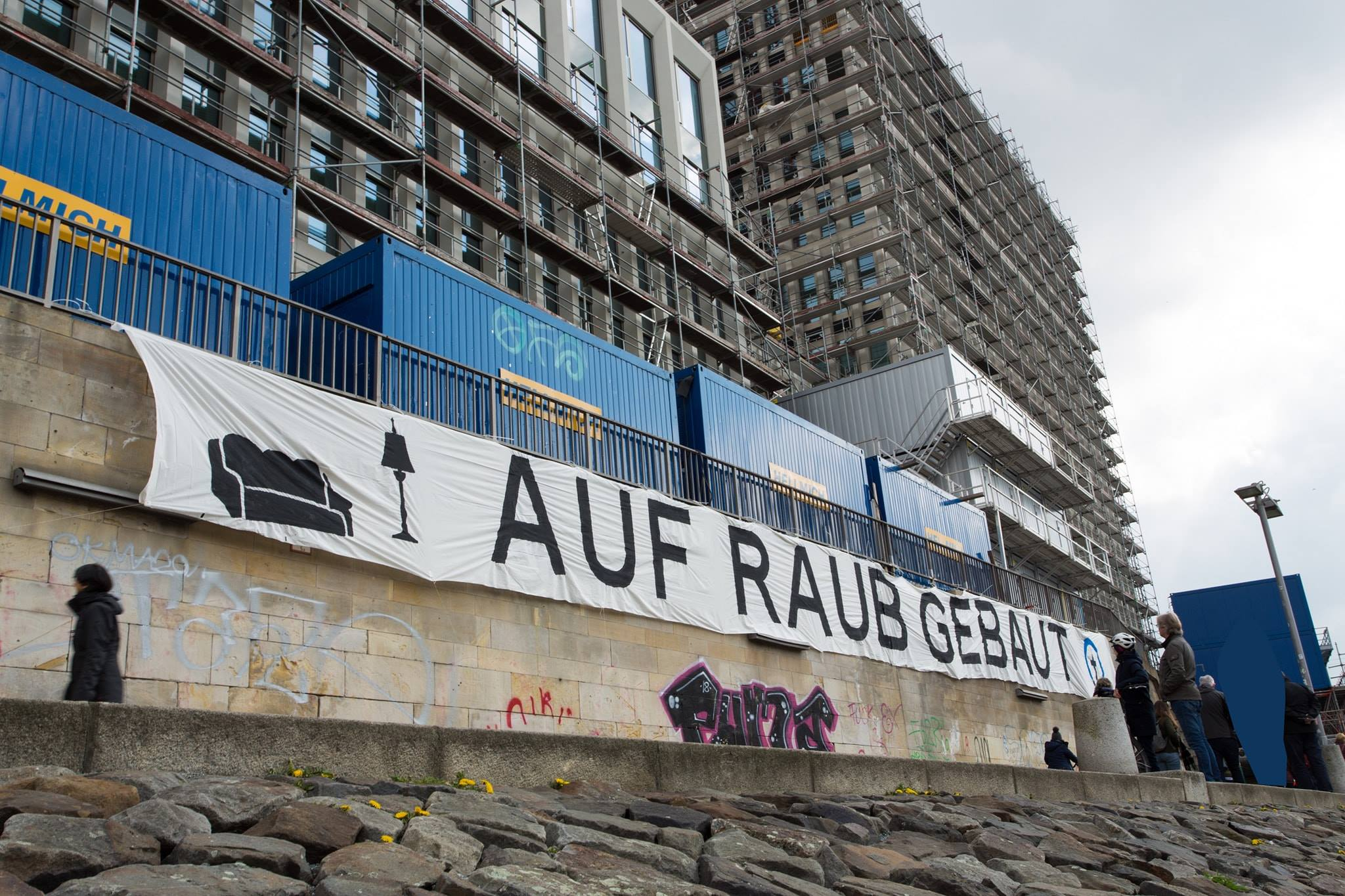
Protesta contro il rifiuto di Kühne + Nagel di assumersi la responsabilità storica nella seconda guerra mondiale presso la nuova sede dell'azienda a Brema. Slogan: "Costruito sulla rapina", aprile 2019

Poiché Klaus Michael Kühne e l'azienda Kuehne + Nagel si sono rifiutati di ricordare gli ebrei che l'azienda ha derubato durante l'Olocausto, è stata fondata un'iniziativa popolare presso la sede centrale dell'azienda tedesca a Brema. La redazione di Brema del Die Tagezeitung ha lanciato nel 2015 l'iniziativa "4 Sqm Truth" in stretto coordinamento con la comunità ebraica di Brema e contro la forte resistenza dei funzionari politici. L'iniziativa voleva che l'azienda commemorasse i propri crimini tra il 1933 e il 1945 con un memoriale davanti alla sua sede di nuova costruzione. Il fulcro del conflitto era la vicinanza del memoriale alla sede della società di logistica globale Kuehne + Nagel.
Nel 2022 è stato inaugurato un memoriale su un terreno pubblico, a 150 m da Kuehne + Nagel, sulla riva del fiume Weser. La nipote dell'ex socio ebreo della K+N, Adolf Maass, che fu costretto a lasciare l'azienda nel 1933 e fu poi assassinato nella KZ di Auschwitz, viaggiò dal Canada sino al luogo dell'inaugurazione del memoriale. Non c'era alcun rappresentante della società Kuehne + Nagel all'inaugurazione.